# Корнецелу (комуна)
Корнецелу (рум. Cornățelu) — комуна у повіті Димбовіца в Румунії. До складу комуни входять такі села (дані про населення за 2002 рік):
- Алунішу (231 особа)
- Боловань (828 осіб)
- Корнецелу (373 особи)
- Корнь (189 осіб)
- Слобозія (146 осіб)

Комуна розташована на відстані 48 км на північний захід від Бухареста, 25 км на південний схід від Тирговіште, 100 км на південь від Брашова.

## Населення
За даними перепису населення 2002 року у комуні проживали 1767 осіб. Усі жителі комуни рідною мовою назвали румунську.
Національний склад населення комуни:
| Національність | Кількість осіб | Відсоток |
| -------------- | -------------- | -------- |
| румуни         | 1602           | 90,7%    |
| цигани         | 165            | 9,3%     |

Склад населення комуни за віросповіданням:
| Релігія        | Кількість осіб | Відсоток |
| -------------- | -------------- | -------- |
| православні    | 1707           | 96,6%    |
| лютерани       | 45             | 2,5%     |
| адвентисти     | 7              | 0,4%     |
| баптисти       | 6              | 0,3%     |
| греко-католики | 1              | 0,1%     |
| бретрени       | 1              | 0,1%     |